# Vejrgab
Vejrgab (dansk) eller Windloch (tysk) var en lille bebyggelse i det nordlige Tyskland, beliggende øst for Flensborg ved vejen til Tved. Landsbyen opstod i 1600-tallet som udflytterby af Engelsby og bestod i 1853 af 22 husmandssteder (kåd). Stednavnet var oprindeligt et marknavn. Den blev første gang nævnt 1696. Stednavneledet -gab (glda. gap, oldn. gap).bruges i stednavne om et hul eller en àbning i et gaerde. På angeldansk udtales stednavnet Væegaf.
Vejrgab hørte frem til 1910 til kommunen Tved i Husby Herred i Flensborg Amt. Senere kom området til Flensborg. I dag er Vejrgab navnet på en gade og et boområde i bydelen Engelsby i det østlige Flensborg med blandet bebyggelse.